# 가면라이더 디케이드의 에피소드 목록
아래는 일본 토에이의 특촬물 《가면라이더 디케이드》의 방영된 방영 목록이다. 표에는 한국어판 방영 당시 각색된 에피소드 제목도 같이 표기했다.
보통 디케이드의 각 에피소드 제목은 각 세계의 해당 원작의 제목 작명 방식에 맞추어 작명한다. 예를 들어 쿠우가의 세계 부분은 가면라이더 쿠우가의 에피소드 작명 방식인 "두 글자의 한자어"로 에피소드 제목을 짓고, 키바의 세계 부분은 가면라이더 키바의 에피소드 작명 방식을 따른다. 히비키의 세계와 신켄저의 세계의 예고 타이틀 화면에서는 가면라이더 히비키, 사무라이전대 신켄저에 맞는 배경으로 바뀌기도 하였다. 스토리는 31화가 아닌 가면라이더 × 가면라이더 W & 디케이드 MOVIE 대전 2010의 〈가면라이더 디케이드 완결편〉에서 완결되었으며, 31화에서 디엔드가 디케이드를 쏘는 마지막 장면은 재방송편부터 삭제되었다.
- 작품 중에 등장하는 괴인들은 각각의 종족명을 포함하여 표기하지만, 확실히 정체가 밝혀지지 않은 네거티브의 세계의 괴인이나 다수의 종족들이 함께 모인 대쇼커의 구성원 괴인들은 "괴인"으로만 표기했다.
- 각 배우나 괴인을 연기한 사람의 경우 각 등장 인물 문서에 별도로 기록되어 있으므로, 여기에서는 기록하지 않았다.

| 방송일          | 화수 | 서브 타이틀                 | 한국어판 방영 제목                 | 등장 괴인 | 등장 세계                  | 각본            | 감독              |
| --------------- | ---- | --------------------------- | ---------------------------------- | --- | -------------------------- | --------------- | ----------------- |
| 2009년 1월 25일 | 1    | 라이더 대전                 | 라이더 대전                        | - 미러 몬스터 - 마화망 - 언데드 - 팡가이어 - 이매진 - 웜 - 오르페녹 - 그론기 | 나츠미의 세계              | 아이카와 쇼     | 타사키 류타       |
| 2009년 2월 1일  | 2    | 쿠우가의 세계               | 쿠우가의 세계                      | - 그론기 - 운 가미오 제다 | 쿠우가의 세계              | 아이카와 쇼     | 타사키 류타       |
| 2009년 2월 8일  | 3    | 초절                        | 초월                               | - 그론기 - 운 가미오 제다 | 쿠우가의 세계              | 아이카와 쇼     | 타사키 류타       |
| 2009년 2월 15일 | 4    | 제2악장 ♬ 키바의 왕자       | 키바의 왕자                        | - 팡가이어 - 비틀 팡가이어 | 키바의 세계                | 아이카와 쇼     | 카네다 오사무     |
| 2009년 2월 22일 | 5    | 물어뜯는 왕의 자격          | 왕의 자격을 가진 자                | - 팡가이어 - 비틀 팡가이어 - 미러 몬스터 | 키바의 세계                | 아이카와 쇼     | 카네다 오사무     |
| 2009년 3월 1일  | 6    | 배틀 재판: 류우키 월드      | 라이더 재판 류우키 월드            | - 미러 몬스터 | 류우키의 세계              | 아이카와 쇼     | 나가이시 타카오   |
| 2009년 3월 8일  | 7    | 초 트릭의 진범              | 완벽한 속임수의 진범               | - 미러 몬스터 - 어비소돈 | 류우키의 세계              | 아이카와 쇼     | 나가이시 타카오   |
| 2009年3月15日   | 8    | 블레이드 식당에 어서오세요  | 블레이드 식당에 오신 걸 환영합니다 | - 언데드 - 패러독사 언데드 | 블레이드의 세계            | 요네무라 쇼지   | 이시다 히데노리   |
| 2009년 3월 22일 | 9    | 블레이드 블레이드           | 블레이드 블레이드                  | - 언데드 - 패러독사 언데드 | 블레이드의 세계            | 요네무라 쇼지   | 이시다 히데노리   |
| 2009년 3월 29일 | 10   | 파이즈 학원의 괴도          | 파이즈 학교의 괴도                 | - 오르페녹 - 타이거 오르페녹 | 파이즈의 세계              | 아이카와 쇼     | 시바사키 타카유키 |
| 2009년 4월 5일  | 11   | 555개의 얼굴, 하나의 보물   | 555가지의 얼굴, 하나의 보물        | - 오르페녹 - 타이거 오르페녹 - 미러 몬스터 | 파이즈의 세계              | 아이카와 쇼     | 시바사키 타카유키 |
| 2009년 4월 12일 | 12   | 재회: 프로젝트 아기토       | 재회 프로젝트 아기토               | - 언노운 - 버팔로 로드 타우루스 발리스타 - 그론기 | 아기토의 세계              | 아이카와 쇼     | 나가이시 타카오   |
| 2009년 4월 19일 | 13   | 각성: 영혼의 토네이도       | 각성 영혼의 토네이도               | - 언노운 - 버팔로 로드 타우루스 발리스타 | 아기토의 세계              | 아이카와 쇼     | 나가이시 타카오   |
| 2009년 4월 26일 | 14   | 초 덴오 비기닝              | 덴오, 잃어버린 모습                | - 이매진 - 앨리게이터 이매진 - 오니 일족 (실버라, 미러 몬스터 겔뉴트) | 덴오의 세계                | 코바야시 야스코 | 이시다 히데노리   |
| 2009년 5월 3일  | 15   | 초 모모타로스, 등장!        | 초 모모타로스 등장!                | - 이매진 - 앨리게이터 이매진 - 오니 일족 (실버라, 미러 몬스터 겔뉴트) | 덴오의 세계                | 코바야시 야스코 | 이시다 히데노리   |
| 2009년 5월 10일 | 16   | 경고: 가부토 폭주 중        | 경고! 가부토 폭주 중               | - 웜 | 가부토의 세계              | 코누타 켄지     | 타무라 나오키     |
| 2009년 5월 17일 | 17   | 할머니 맛의 길              | 할머니 맛의 길                     | - 웜 - 필록세라 웜 | 가부토의 세계              | 코누타 켄지     | 타무라 나오키     |
| 2009년 5월 24일 | 18   | 게으름 피우는 히비키        | 게으름 피우는 히비키               | - 마화망 - 규키 | 히비키의 세계              | 요네무라 쇼지   | 시바사키 타카유키 |
| 2009년 5월 31일 | 19   | 끝나는 여행                 | 끝나가는 여행                      | - 마화망 - 규키 - 바케가니 변이체 | 히비키의 세계              | 요네무라 쇼지   | 시바사키 타카유키 |
| 2009년 6월 7일  | 20   | 네거티브 세계의 다크 라이더 | 네거티브 세계의 다크 라이더        | - 네거티브 괴인 (미러 몬스터) | 네거티브의 세계            | 이노우에 토시키 | 타사키 류타       |
| 2009년 6월 14일 | 21   | 걸어다니는 완전 라이더 도감 | 휴대용 완전 라이더 도감            | - 네거티브 괴인 (미러 몬스터) - 미러 몬스터 | 네거티브의 세계            | 이노우에 토시키 | 타사키 류타       |
| 2009년 6월 28일 | 22   | 디엔드 지명수배             | 디엔드 지명수배                    | - 다크로치 - 보스로치 | 디엔드의 세계              | 이노우에 토시키 | 이시다 히데노리   |
| 2009년 7월 5일  | 23   | 엔드 오브 디엔드            | 엔드 오브 디엔드                   | - 다크로치 - 포틴 | 디엔드의 세계              | 이노우에 토시키 | 이시다 히데노리   |
| 2009년 7월 12일 | 24   | 사무라이 전대의 등장        | 낯선 곳의 무사들                   | - 외도중 - 치노마나코 - 치노마나코 디엔드 변신 형태 | 신켄저의 세계              | 코바야시 야스코 | 시바사키 타카유키 |
| 2009년 7월 19일 | 25   | 외도라이더, 등장!           | 괴물라이더 등장!                   | - 외도중 - 치노마나코 디엔드 변신 형태 - 괴인라이드/무스 팡가이어 - 괴인라이드/이글 언데드 | 신켄저의 세계              | 코바야시 야스코 | 시바사키 타카유키 |
| 2009년 7월 26일 | 26   | RX! 대쇼커 습격             | RX! 대쇼커 습격                    | - 크라이시스 제국 - 괴마 로봇 슈바리안 - 《대쇼커》 - 암흑 정부 (GOD 기관) - 고르곰 - 이매진 - 팡가이어                                                                                       | 블랙 RX의 세계 블랙의 세계 | 요네무라 쇼지   | 카네다 오사무     |
| 2009년 8월 2일  | 27   | BLACK × BLACK RX            | 블랙 × 블랙 RX                     | - 대쇼커 - 크라이시스 제국 - 괴마 로봇 슈바리안 - 암흑 정부 (GOD 기관) - 고르곰 - 오르페녹 - 웜 - 이매진 - 팡가이어                                                                           | 블랙 RX의 세계 블랙의 세계 | 요네무라 쇼지   | 카네다 오사무     |
| 2009년 8월 9일  | 28   | 아마존, 친구                | 아마존, 친구                       | - 대쇼커 - 비밀결사 게돈 - 십면귀 윰 키밀 - 암흑 정부 (GOD 기관) - 쇼커 - 그론기 - 언노운 - 마화망 - 웜                                                                                       | 아마존의 세계              | 요네무라 쇼지   | 나가이시 타카오   |
| 2009년 8월 16일 | 29   | 정말 솔직하고 강한 녀석     | 순수하고 강한 자                   | - 대쇼커 - 비밀결사 게돈 - 십면귀 윰 키밀 - 암흑 정부 (GOD 기관) - 쇼커 - 언노운 - 마화망 | 아마존의 세계              | 요네무라 쇼지   | 나가이시 타카오   |
| 2009년 8월 23일 | 30   | 라이더 대전: 서장           | 라이더 대전의 시작                 | - 대쇼커 - 암흑 정부 (GOD 기관) - 슈퍼 아폴로 가이스트 - 팡가이어 - 쏜 팡가이어 - 스페이드 카테고리 언데드                                                                                    | 라이더 대전의 세계         | 요네무라 쇼지   | 이시다 히데노리   |
| 2009년 8월 30일 | 31   | 세계의 파괴자 (최종회)      | 세계의 파괴자 (최종회)             | - 대쇼커 - 암흑 정부 (GOD 기관) - 슈퍼 아폴로 가이스트 - 재생 괴인 군단 - 비틀 팡가이어 - 패러독사 언데드 - 타이거 오르페녹 - 버팔로 로드 타우루스 발리스타 - 앨리게이터 이매진 - 필록세라 웜 | 라이더 대전의 세계         | 요네무라 쇼지   | 이시다 히데노리   |